# Callanderska gården

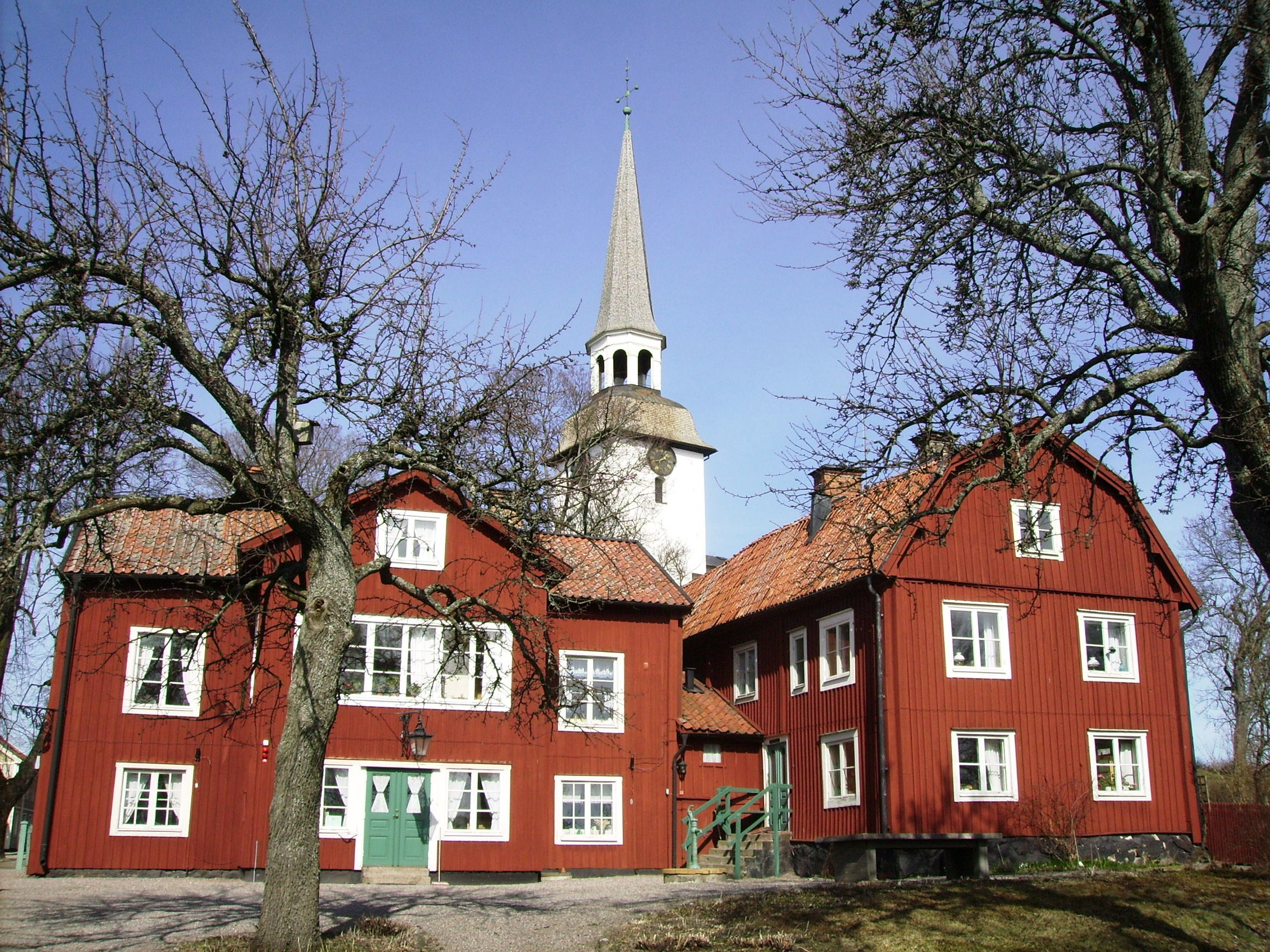
Callanderska gården.

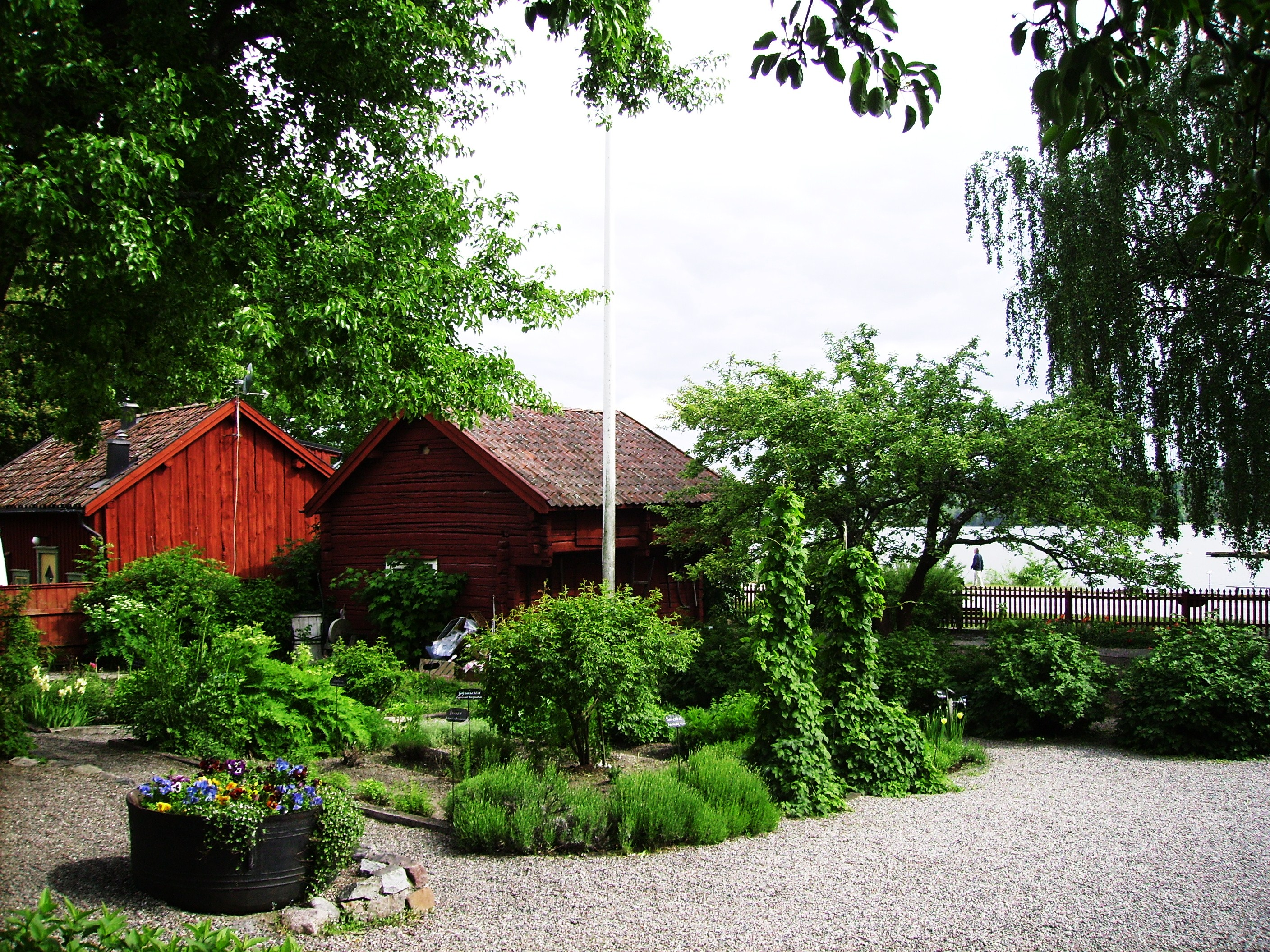
Callanderska gårdens kryddgård.

Callanderska gården eller Callanderska färgargården i Mariefred är ett hembygdsmuseum. 2024 blev gården byggnadsminnesförklarad av Länsstyrelsen i Södermanland.   
Gårdens historia finns dokumenterad så långt tillbaka som till 1594. Huvudbyggnaden byggdes på 1740-talet av glasmästaren Slottman och flygelbyggnaden på 1780-talet av färgaren Löfving. Gården var färgargård från 1766.
1947 donerades Callanderska gården av konstnären Sofia Nordvaeger (född Callander) till Mariefred. 
Idag hyser byggnaderna vid Callanderska gården Mariefreds hembygdsmuseum. Här finns en borgerlig interiör från 1800-talets senare del, dräktsamling och en trädgård av det gamla slaget med kryddgård. 
Första advent har man årligen gammaldags julmarknad på gator och torg samt på Callanderska gården serveras adventskaffe med hembakat bröd. Vävstugan är öppen med försäljning av hantverk. 